# Erich Guttmann
Erich Guttmann, später auch Eric Guttmann bekannt (* 5. März 1896 in Gleiwitz; † 25. April 1948 in London) war ein deutscher Psychiater und Neurologe.

## Leben und Tätigkeit
Nach dem Studium der Medizin arbeitete Guttmann von 1925 bis 1931 als Assistent an der Klinischen Abteilung bei der Deutschen Forschungsanstalt für Psychiatrie am Krankenhaus München-Schwabing. Von 1929 bis 1933 unterrichtete er als Privatdozent an der Universität München.
Nach der Machtergreifung der Nationalsozialisten im Frühjahr 1933 siedelte Guttmann nach Großbritannien über. Dort fand er mit Hilfe eines Forschungsstipendiums der Rockefeller Foundation 1934 eine Anstellung als Mitarbeiter der Forschungsabteilung (Department of Clinical Research) am Maudsley Hospital in London. Diese stand unter der Leitung des Psychiaters Mapother. Einer seiner Kollegen dort war der schottische Psychiater Walter Maclay, der in den folgenden Jahren sein Forschungspartner war. Beide forschten gemeinsam und legten die sogenannte Guttmann-Maclay Collection, eine Sammlung von Büchern und Bildern über die Beziehung von Kunst und Psychopathologie an, die bis heute im Maudsley Krankenhaus verwahrt wird. Zusammen mit dem ebenfalls aus Deutschland emigrierten Wilhelm Mayer-Gross untersuchte er die Psychopathologie der Gehirne von geistig Behinderten. In Eigenregie widmete Guttmann sich – auch in Selbstversuchen – der Erforschung der Folgen des Konsums von Meskalin auf die menschliche Wahrnehmung.
Um 1936 änderte Guttmann seinen Vornamen in Eric.
1940 wurde Guttmann infolge des Ausbruchs des Zweiten Weltkriegs – er war noch immer formal deutscher Staatsbürger – als „Enemy Alien“ interniert, kam 1941 aber – da man ihn als unbedenklich eingestuft hatte – wieder frei. Von 1941 bis Kriegsende war er am Radcliffe Infirmary in Oxford tätig.
Von den nationalsozialistischen Polizeiorganen wurde Guttmann nach seiner Emigration als Staatsfeind eingestuft: Im Frühjahr 1940 setzte das Reichssicherheitshauptamt in Berlin ihn auf die Sonderfahndungsliste G.B., ein Verzeichnis von Personen, die im Falle einer erfolgreichen deutschen Invasion Großbritanniens durch die Sonderkommandos der SS-Einsatzgruppen mit besonderer Priorität ausfindig gemacht und verhaftet werden sollten.

## Schriften
- "Congenital Arithmetic Disability and Acalculia (Henschen)", in: British Journal of Medical Psychology, Jg. 15–17 (1935–1937), S. 16–35.,
- "Artificial Psychoses Produced by Mescalin", in: Journal of Mental Science, Bd. 82 (1936), S. 203–211
- "Observations on Benzedrine", in: British Medical Journal, Jg. 1 (15. Mai 1937), S. 1013–1015 (mit William Sargant)
- Psychological Medicine. A Short Introduction to Psychiatry. With an Appendix - War-Time Psychiatry, 1943. (zusammen mit Desmond Curran)

Unter dem Namen Eric Guttmann:
- Clinical Observations on Schizophrenic Drawings, 1937. (mit W.S. Maclay)
- Psychological Medicine. A Short Introduction to Psychiatry, 1944.